# توزيع جغرافي للمتحدثين الروسية

نسبة الأشخاص المتحدثين الروسية والذين لغتهم الأم هي الروسية حسب الدول :
0-1%
1-9%
10-19%
20-29%
30-39%
40-49%
50%+

بعد تفكك الاتحاد السوفييتي في عام 1991، أصبحت مكانة اللغة الروسية محل خلاف في العديد من الدول.
أصبحت الروسية من الناحية القانونية في عام 1990 اللغة الرسمية لكل الاتحاد السوفيتي، مع وجود حق للجمهوريات المكونة في إعلان لغاتها الرسمية.
بعد سقوط الاتحاد السوفيتي في عام 1991، وجد حوالي 25 مليون روسي أنفسهم خارج روسيا وكانوا حوالي 10٪ من سكان دول ما بعد الاتحاد السوفيتي باستثناء روسيا. أصبح الملايين منهم في وقت لاحق لاجئين من مختلف الصراعات العرقية.

## أوروبا

### أوكرانيا

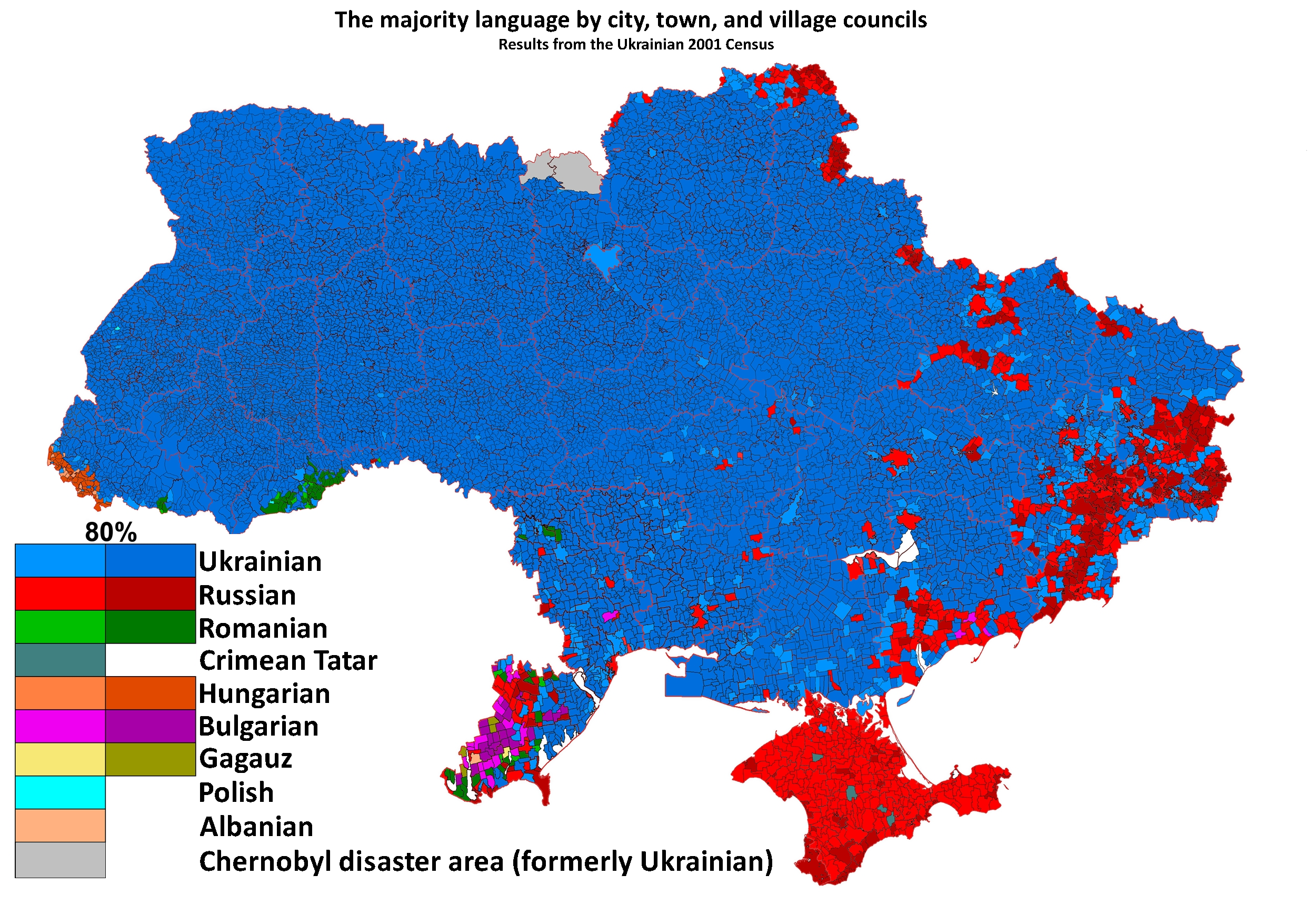
سكان أوكرانيا المتحدثون بالروسية (مبينين باللون الأحمر). يُستنتج من الصورة أن أغلب سكان شبه جزيرة القرم متحدثون للروسية.

في دستور أوكرانيا، في الحالة التي كان عليها في عام 1996، اعتبرت اللغة الروسية، لغةَ أقلية. اعتمادا على تقديرات ما، بلغ عدد المتحدثين بالروسية في عام 2004، ما يزيد عن أربعة عشر مليون نسمة، لغتهم الأم هي الروسية، بينما بلغ عدد المتحدثين الإجمالي تسعة وعشرين مليون نسمة. بلغت نسبة المتحدثين الجيدين بالروسية في أوكرانيا عام 2006، نسبة 65%. 38% من السكان يستعملون اللغة الروسية لغتهم الرئيسية في المجالات العائلية والاجتماعية والمهنية.